# Ceriops australis
Ceriops australis är en tvåhjärtbladig växtart som först beskrevs av Cyril Tenison White, och fick sitt nu gällande namn av E.R. Ballment, T.J. Smith och J.A. Stoddart. Ceriops australis ingår i släktet Ceriops, och familjen Rhizophoraceae. Inga underarter finns listade i Catalogue of Life.